# Maurício
Pour le footballeur né en 1978, voir Maurício (football, 1978).
Maurício dos Santos Nascimento, dit Maurício, est un footballeur brésilien né le 20 septembre 1988 à São Paulo (Brésil). Il évolue au poste de défenseur central au Chapecoense.

## Biographie
Le 5 juillet 2013, il est officiellement présenté comme recrue du Sporting Clube de Portugal en vue de la saison 2013-2014. Il est prêté le 21 janvier 2015 avec une option d'achat obligatoire de 2,65 millions d'euros à la Lazio Rome. A l'été 2016, il est prêté une saison au Spartak Moscou par son club, la Lazio. Le 1er mars 2018, il est prêté six mois au Legia Varsovie.
Le 22 octobre 2018, libre depuis la fin de son contrat avec la Lazio Rome, il s'engage pour une saison au Johor DT.

## Statistiques
| Saison    | Club        | Pays     | Championnat | Championnat | Championnat | Coupes nationales | Coupes nationales | Coupe d'Europe | Coupe d'Europe | Coupe d'Europe | Total  | Total |
| Saison    | Club        | Pays     | Division    | Matchs      | Buts        | Matchs            | Buts              | Type           | Matchs         | Buts           | Matchs | Buts  |
| --------- | ----------- | -------- | ----------- | ----------- | ----------- | ----------------- | ----------------- | -------------- | -------------- | -------------- | ------ | ----- |
| 2013-2014 | Sporting CP | Portugal | Liga        | 28          | 1           | 3                 | 1                 | -              | 0              | 0              | 31     | 2     |
| 2014      | Sporting CP | Portugal | Liga        | 14          | 0           | 2                 | 0                 | C1             | 5              | 0              | 21     | 0     |
| 2015      | Lazio Rome  | Italie   | Serie A     | 15          | 0           | 4                 | 0                 | -              | 0              | 0              | 19     | 0     |

Dernière mise à jour le 22 juillet 2015.

## Palmarès
- Vainqueur du Campeonato Gaúcho en 2010
- Champion de Russie en 2017
- Champion de Pologne en 2018